# (35720) 1999 FP36
1999 FP36 (asteroide 35720) é um asteroide da cintura principal. Possui uma excentricidade de 0.12134740 e uma inclinação de 5.53499º.
Este asteroide foi descoberto no dia 20 de março de 1999 por LINEAR em Socorro.